# Dora Mwakio
Dora Mwakio es una deportista keniana que compitió en taekwondo. Ganó dos medallas de plata en el Campeonato Africano de Taekwondo en los años 1998 y 2001.

## Palmarés internacional
| Campeonato Africano | Campeonato Africano | Campeonato Africano | Campeonato Africano |
| Año                 | Lugar               | Medalla             | Categoría           |
| ------------------- | ------------------- | ------------------- | ------------------- |
| 1998                | Nairobi (Kenia)     | Medalla de plata    | –63 kg              |
| 2001                | Dakar (Senegal)     | Medalla de plata    | –63 kg              |